# Кристиан Карл (Изенбург-Филипсайх)
Кристиан Карл фон Изенбург-Бюдинген-Филипсайх (на немски: Christian Karl von Ysenburg-Büdingen-Philippseich; * 28 юни 1732 в дворец Филипсайх при Драйайх; † 26 март 1779 във Филипсайх) е граф на Изенбург-Бюдинген-Филипсайх при Драйайх.
Той е син на граф генерал Вилхелм Мориц II фон Изенбург-Бюдинген-Филипсайх (1688 – 1772) и съпругата му Филипина Луиза фон Щолберг-Гедерн (1705 – 1744), дъщеря на граф Лудвиг Кристиан фон Щолберг-Гедерн (1652 – 1710) и принцеса Кристина фон Мекленбург (1663 – 1749).
По-големият му брат полковник Йохан Адолф (1728 – 1757) е убит в битка при Прага. По-малкият му брат Георг Август (1741 – 1822) е полковник в Бавария.
Кристиан Карл умира на 26 март 1779 г. във Филипсайх на 46 години.

## Фамилия
Кристиан Карл се жени на 13 юни 1762 г. във Филипсайх за графиня Констанца София фон Сайн-Витгенщайн-Берлебург (* 11 април 1733 в Берлебург; † 8 януари 1776 във Филипсайх), дъщеря на граф Лудвиг Франц фон Сайн-Витгенщайн-Берлебург-Лудвигсбург (1694 – 1750) и Хелена Емилия фон Золмс-Барут (1700 – 1750). Те имат децата:
- Вилхелм Мориц Йохан Еберхард Лудвиг Албрехт (* 27 май 1763; † 10 юни 1763)
- Амалия Луиза (* 10 декември 1764; † 24 септември 1844), омъжена на 10 април 1786 г. в Реда за граф Лудвиг Хайнрих Адолф фон Липе-Детмолд (1732 – 1800), син на граф Симон Хайнрих Адолф фон Липе
- Карл Вилхелм Ернст (* 20 октомври 1767; † 30 януари 1781), граф на Изенбург-Бюдинген
- Фридерика Шарлота Вилхемина (* 15 септември 1769; † 30 януари 1776)
- Хайнрих Фердинанд (* 15 октомври 1770, в дворец Филипсайх при Драйайх; † 27 декември 1838, Вехтерсбах), граф на Изенбург-Бюдинген-Филипсайх, баварски генерал, женен на 1 април 1791 г. в Реда, за графиня Амалия Изабела Сидония фон Бентхайм-Текленбург (1768 – 1822), дъщеря на граф Мориц Казимир II фон Бентхайм-Текленбург и Хелена Шарлота София фон Сайн-Витгенщайн-Берлебург
- Филипина Хенриета Вилхелмина (* 26 юни 1772; † 13/18 февруари 1834), омъжена на 13 юли 1789 г. в Лемго за граф Мориц Казимир III фон Бентхайм-Текленбург (1764 – 1806), син на граф Мориц Казимир II фон Бентхайм-Текленбург и Хелена Шарлота София фон Сайн-Витгенщайн-Берлебург
- Хайнрих Лудвиг Карл (* 25 април 1775; † 6 септември 1775)

С Амалия Албертина Елизабет Рюдигер той има незаконен син:
- Дионисиус Кристиан Албрехт фон Бюдинген (* 1 март 1770, Нидер-Ешбах; † 15 юни 1834, Филипсайх)

Кристиан Карл се жени втори път на 9 април 1776 г. във Филипсайх за графиня Ернестина Елеонора фон Сайн-Витгенщайн-Берлебург (* 24 септември 1731; † 5 юни 1791), сестра на първата му съпруга, дъщеря на граф Лудвиг Франц фон Сайн-Витгенщайн-Берлебург-Лудвигсбург (1694 – 1750) и Хелена Емилия фон Золмс-Барут (1700 – 1750). Те нямат деца.